# Indigofera galegoides
Indigofera galegoides är en ärtväxtart som beskrevs av Dc. Indigofera galegoides ingår i släktet indigosläktet, och familjen ärtväxter. Inga underarter finns listade i Catalogue of Life.